# Der Tunnel (film 1915)
Der Tunnel è un film muto del 1915 diretto da William Wauer. Un esercito di lavoratori impegnato nella costruzione di un tunnel sotto l'oceano porta all'elegia del lavoro e alla poesia delle macchine industriali.

## Produzione
Il film fu prodotto dalla Projektions-AG Union (PAGU).

## Distribuzione
Distribuito dalla Imperator-Film GmbH, uscì nelle sale cinematografiche tedesche nel settembre 1915. Il film fu distribuito in Danimarca il 12 ottobre 1915 come Tunnelen e, il 18 ottobre 1915, in Ungheria con il titolo Alagút. Internazionalmente, gli venne dato il titolo inglese The Tunnel.